# تپه امامزاده شمالی
تپه امامزاده شمالی مربوط به دوران‌های تاریخی پس از اسلام است و در شهرستان گرگان، روستای حسین‌آباد واقع شده و این اثر در تاریخ ۱۰ بهمن ۱۳۸۳ با شمارهٔ ثبت ۱۱۲۷۶ به‌عنوان یکی از آثار ملی ایران به ثبت رسیده است.